# 小行星1489
小行星1489（1489 Attila）是一颗绕太阳运转的小行星，为主小行星带小行星。该小行星于1939年4月12日由天文學家庫林·捷爾吉在布達佩斯发现。
該小行星以匈人領袖阿提拉命名。

## 轨道参数
小行星1489的轨道半长轴为3.2070808 UA，离心率为0.134。